# 北九州市立小倉南特別支援学校
北九州市立小倉南特別支援学校（きたきゅうしゅうしりつ こくらみなみとくべつしえんがっこう）は、福岡県北九州市小倉南区若園4丁目1番1号にある特別支援学校。

## 学部
- 小学部
- 中学部
- 高等部
- 訪問教育

## 沿革
- 1971年（昭和46年）4月：開校
- 2007年（平成19年）4月：特別支援教育の実施により、北九州市立小倉南特別支援学校と改称